# Prunum guttatum
Prunum guttatum är en snäckart som först beskrevs av Lewis Weston Dillwyn 1817.  Prunum guttatum ingår i släktet Prunum och familjen Marginellidae. Inga underarter finns listade i Catalogue of Life.